# لنینوگورسک، روسیه
شهر لنینوگورسک، روسیه (به روسی: Лениногорск) در کشور روسیه و در جمهوری تاتارستان واقع شده‌است.

## وضعیت اداری و شهرداری
در چارچوب تقسیمات اداری، لنینوگورسک به عنوان مرکز اداری ناحیه لنینوگورسکی عمل می کند، حتی اگر بخشی از آن نباشد. به عنوان یک بخش اداری، به طور جداگانه به عنوان شهر مهم جمهوری لنینوگورسک - یک واحد اداری با وضعیتی برابر با ناحیه ها، گنجانده شده است. به عنوان یک بخش شهرداری، شهر مهم جمهوری لنینوگورسک در منطقه شهرداری لنینوگورسکی به عنوان شهرک شهری لنینوگورسک گنجانده شده است.